# Ciriaco María Sancha y Hervás
Ciriaco María Sancha y Hervás, född 17 juni 1833 i Quintana del Vidio i Spanien, död 25 februari 1909 i Toledo, var en spansk kardinal och ärkebiskop.
Han upphöjdes till kardinal av påve Leo XIII 1894. Han deltog i konklaven 1903 som valde påve Pius X. Han saligförklarades i oktober 2009.